# Pandora Hearts
Pandora Hearts (パンドラハーツ?, Pandora Hātsu) è un manga shōnen scritto e disegnato da Jun Mochizuki. Serializzato sulla rivista GFantasy della Square Enix tra giugno 2006 e marzo 2015, in Italia è stato edito dalla Star Comics. Un adattamento anime, prodotto dalla Xebec ed acquistato in Italia dalla Yamato Video, è stato trasmesso in Giappone tra il 2 aprile e il 24 settembre 2009. Nove OAV sono andati in onda tra il 24 luglio 2009 e il 25 marzo 2010. L'opera trae alcuni nomi e/o appellativi dei personaggi dai romanzi Le avventure di Alice nel Paese delle Meraviglie e Attraverso lo specchio e quel che Alice vi trovò di Lewis Carroll.

## Trama

I protagonisti Oz e Alice

Oz Vessalius, legittimo discendente di una delle quattro grandi casate ducali, sta per diventare quindicenne e trascorre la sua vita tranquilla assieme a sua sorella Ada e al suo servo ed amico Gilbert. Unico neo l'assenza di suo padre. Tutto però cambia rapidamente poco prima della cerimonia per i quindici anni: durante una passeggiata con Ada e Gilbert, sentendo un carillon suonare, Oz decide di cercarlo e cade in una buca dove trova una lapide su cui è appoggiato uno strano orologio da tasca. Appena lo tocca viene trasportato in una specie di sogno, dove incontra una strana ragazza che giura di ucciderlo. Sembra però essere solo un'allucinazione, in quanto viene riportato alla realtà da Gilbert. Oz decide dunque di chiedere più tardi informazioni allo zio Oscar, che avrebbe fatto le veci del padre nella sua cerimonia di passaggio all'età adulta. Purtroppo per il giovane questo è solo l'inizio dei suoi guai e durante il rito, mentre proclama il suo giuramento, Oz risveglia l'orologio che non suonava da ben cent'anni e che secondo una leggenda avrebbe rotto il silenzio solo quando fosse arrivato il prescelto. Viene quindi aggredito da tre persone incappucciate, i Baskerville, che avevano preso il controllo di Gilbert e che lo pugnalano facendo cadere il suo sangue per aprire una via per l'Abisso. In quel momento arriva una ragazza, di nome Alice, che assomiglia a quella dell'illusione ma che si rivela essere una chain chiamata B-Rabbit che ha intenzione di salvargli la vita. Tuttavia dopo un combattimento dice agli avversari che le avrebbero fatto un piacere gettando Oz nell'Abisso, definendolo "quello che le manca". Le persone incappucciate, dopo aver proclamato che il peccato di Oz è la sua stessa esistenza, lo gettano nell'Abisso.
In questo mondo oscuro viene attaccato da un'enorme creatura che lo vuole divorare e solo l'intervento di Alice lo salva. Oz si accorge di provare un vago sentimento nei suoi confronti, come una strana nostalgia, e decide di credere in lei. I due hanno in comune lo stesso scopo, quello di uscire dall'Abisso, quindi stipulano un contratto che possa liberare i poteri nascosti della chain.
Lasciato questo luogo, però, Alice prende possesso del corpo di Oz. Solo l'intervento di Raven, Break e Sharon salva il ragazzo, liberandolo dal suddetto controllo e sigillandone i poteri. Questo evento crea un'alleanza in cui tutti sono alla ricerca di qualcosa: Oz vuole scoprire cosa lo leghi a questa strana ragazza e come liberarsi del contratto che lo porterebbe in breve tempo alla morte; Alice vuole recuperare i propri ricordi; Break desidera scoprire la verità sulla tragedia di Sablier, a cui la ragazza sembra collegata. E questo non è il solo gruppo interessato ai misteri nascosti nel passato di Alice e a capirne qualcosa dell'Abisso: anche i Baskerville cercheranno con ogni mezzo di scoprirne di più e di trarne vantaggio.

## Terminologia
Chain (チェイン?, Chein)
Gli esseri provenienti dall'Abisso. Per poter mantenere la loro forma senza scomparire devono stringere un contratto con un contraente umano di cui consumeranno l'energia. Letteralmente il loro nome significa "catene", dato che ognuno di essi, come Alice, è provvisto di catene, ed il nome deriva dal tintinnio prodotto dal trascinamento delle stesse.
Contratto (契約?, Keiyaku)
Un accordo stipulato tra un chain ed un contraente. Il chain potrà essere richiamato in caso di necessità dal contraente ed in cambio sarà libero di uscire dall'Abisso senza scomparire. Esistono tre tipi di contratti. Quelli legali sono possibili solo con una tecnica sviluppata da Pandora, che può portare ad effetti collaterali come l'apparente eterna giovinezza. Quelli illegali vengono formati bevendo il sangue del Chain e pronunciando il suo nome. Se stretti da una persona normale, comportano l'apparizione di un sigillo a forma di orologio sul petto all'altezza del cuore del contraente, e quando questo avrà fatto un giro completo condannerà lui ed il chain alla parte più profonda dell'Abisso. La lancetta si muove ogni volta che il chain utilizza una certa quantità di energia. Se invece il contraente è un Baskerville, essendo stato scelto dall'Abisso, non subirà alcun danno e il sigillo sarà privo di lancetta.
Contraente (契約者?, Keiyakusha)
Un essere umano che ha stipulato un contratto con un chain. I contraenti illegali sono ricercati ed arrestati da Pandora. I motivi per cui un umano è spinto a legarsi ad un chain sono diversi, ma di solito lo scopo principale è quello di poter cambiare il passato.
Abisso (アヴィス?, Abisu)
Il luogo da dove tutti i chain provengono. È una dimensione differente rispetto al mondo reale e il tempo non esiste al suo interno. Una persona che riesce a fuggire da questo luogo può trovarsi in un qualsiasi periodo temporale. Secondo Break l'Abisso può apparire come una prigione o una scatola di giocattoli rotta a seconda di chi lo guarda.
Volontà dell'Abisso (アヴィスの意志?, Abisu no ishi)
L'entità che governa l'Abisso. Di solito appare come un coniglio bianco insanguinato con dei grandi occhi demoniaci a vortice. La sua vera forma è simile ad Alice, ma con i capelli ed il vestito di colore bianco. Infatti è la sorella gemella di Alice.
Quattro grandi casate ducali (四大公爵家?, Yondai koushaku ke)
Le famiglie che esistono da prima della tragedia di Sablier e che posseggono ognuna una Porta per l'Abisso. Attualmente ne fanno parte i Vessalius, i Rainsworth, i Nightray e i Barma. I Vessalius e i Nightray operano in maniera totalmente opposta: se i primi operano pubblicamente, i secondi agiscono dietro le quinte occupandosi di ciò che deve essere tenuto nascosto. Prima della tragedia di Sablier i Vessalius erano solo una casata ducale di terza classe e quindi non facevano parte delle quattro grandi casate. Al loro posto c'erano infatti i Baskerville con a capo Glen, ma quando Jack lo uccise perché colpevole di aver dato origine alla tragedia di Sablier, i Vessalius vennero visti come eroi e li rimpiazzarono. I Baskerville sono comunque ancora in possesso di una Porta per l'Abisso.
Pandora (パンドラ?)
L'organizzazione creata dalle quattro grandi casate ducali per studiare l'Abisso.
Tragedia di Sablier (サブリエの悲劇?, Saburie no higeki)
La città di Sablier, fino a cento anni prima degli eventi narrati, era la capitale. Venne distrutta durante il cerimoniale di Glen per impossessarsi del corpo di Gilbert, quando Vincent aprì la Porta per l'Abisso. I Baskerville in quell'occasione iniziarono uno sterminio di massa per evitare che gli umani venissero trascinati nell'Abisso, nel quale sarebbero stati trasformati in Chain e non avrebbero avuto più la possibilità di reincarnarsi.
Porte
I portali che collegano il mondo umano con l'Abisso. Ce ne sono cinque, di cui quattro sono sotto il controllo delle grandi casate ducali e la quinta è in possesso dei Baskerville. Nel capitolo 41 del manga viene rivelato che quest'ultima si trova proprio a Sablier.

## Media

### Manga
L'opera, scritta e disegnata da Jun Mochizuki, è stata serializzata sulla rivista GFantasy della Square Enix tra giugno 2006 e marzo 2015. Ventidue volumi tankōbon sono stati pubblicati tra il 27 ottobre 2006 e il 26 aprile 2014 e l'ultimo di questi ha annunciato che il ventitreesimo sarebbe stato quello che avrebbe posto fine alla storia. Più tardi, sul sito della Animate è stata poi svelata l'esistenza di un altro volume numerato 24, che è stato pubblicato effettivamente in data 27 giugno 2015.
In Italia la serie doveva essere edita dalla Panini Comics sotto l'etichetta Planet Manga a partire da aprile 2012, ma in seguito la casa editrice dichiarò che non sarebbe stata più lei ad occuparsi della pubblicazione di Pandora Hearts sul suolo italiano. Successivamente la Star Comics annunciò infatti che avrebbe cominciato a pubblicare il manga nella collana Stardust da novembre 2012, e l'ultimo volume che ha concluso la serie è stato messo in vendita il 2 marzo 2016. La licenza del manga in lingua inglese, invece, fu acquistata inizialmente dalla Broccoli, ma poi venne lasciata decadere. Da allora i diritti sono stati acquistati dalla Yen Press, che ha pubblicato il primo volume il 15 dicembre 2009. L'opera è stata concessa in licenza anche alla Elex Media Komputindo in Indonesia e alla Ki-oon in Francia.

### Anime
L'anime di venticinque episodi e nove OAV è stato diretto da Takao Kato e prodotto dalla Xebec nel 2009. La colonna sonora è stata composta da Yuki Kajiura e le sigle sono state cantate dai Savage genius e dalle FictionJunction. La serie televisiva è andata in onda in Giappone dal 2 aprile al 24 settembre 2009 ed è stata trasmessa sulle emittenti televisive TBS, BS-TBS, CBC ed MBS. In Italia i diritti sono stati acquistati nel 2012 dalla Yamato Video, che prima ha pubblicato gli episodi, sottotitolati in italiano, sul suo canale ufficiale di YouTube e poi li ha trasmessi su Man-ga. In America del Nord, invece, NIS America ha pubblicato i DVD di Pandora Hearts, sottotitolati in inglese, il 26 ottobre 2010, serie di cui aveva annunciato l'acquisto l'11 febbraio dello stesso anno.

#### Episodi
| Nº | Titolo italiano Giapponese 「Kanji」 - Rōmaji                                                 | In onda           | In onda           |
| Nº | Titolo italiano Giapponese 「Kanji」 - Rōmaji                                                 | Giapponese        | Italiano          |
| 1  | Calma innocente 「罪なき平穏」 - Tsuminaki heion                                              | 2 aprile 2009     | 15 aprile 2015    |
| 2  | Tempesta di condanna 「断罪の嵐」 - Danzai no arashi                                          | 9 aprile 2009     | 22 aprile 2015    |
| 3  | Il bambino sperduto e il coniglio nero 「迷い子と黒うさぎ」 - Maigo to kuro-usagi             | 16 aprile 2009    | 29 aprile 2015    |
| 4  | Il luogo dove sorge il sole 「朝日影の場所」 - Asahikage no basho                             | 23 aprile 2009    | 13 maggio 2015    |
| 5  | Il senso orario dell'incubo 「時計回りの悪夢」 - Tokeimawari no akumu                         | 30 aprile 2009    | 20 maggio 2015    |
| 6  | Un luogo incerto dell'esistenza 「食い違った現在地」 - Kuichigatta genzaichi                  | 7 maggio 2009     | 27 maggio 2015    |
| 7  | Una chiamata dal baratro 「深淵からの呼び声」 - Shin'en kara no yobigoe                       | 14 maggio 2009    | 3 giugno 2015     |
| 8  | La domanda dell'eremita 「隠者の問い掛け」 - Inja no toikake                                  | 21 maggio 2009    | 10 giugno 2015    |
| 9  | Parole di malaugurio 「呪いの言葉」 - Noroi no kotoba                                         | 28 maggio 2009    | 17 giugno 2015    |
| 10 | Ombre che si sovrappongono 「重なる影」 - Kasanaru kage                                       | 4 giugno 2009     | 24 giugno 2015    |
| 11 | Un corvo caduto 「堕とされた鴉」 - Otosareta karasu                                           | 11 giugno 2009    | 1º luglio 2015    |
| 12 | Attraverso lo specchio 「鏡の国」 - Kagami no kuni                                            | 18 giugno 2009    | 8 luglio 2015     |
| 13 | Abitanti di un ricordo distorto 「歪んだ記憶の住人」 - Yuganda kioku no jūnin                 | 25 giugno 2009    | 15 luglio 2015    |
| 14 | Il demone dall'occhio cremisi 「紅き隻眼の悪魔」 - Akaki sekigan no akuma                     | 2 luglio 2009     | 22 luglio 2015    |
| 15 | Parole per qualcuno 「誰がための言葉」 - Tagatame no kotoba                                   | 9 luglio 2009     | 29 luglio 2015    |
| 16 | L'eroe e il ragazzo 「英雄と少年」 - Eiyū to shōnen                                           | 16 luglio 2009    | 2 settembre 2015  |
| 17 | Melodia dal passato 「懐旧の旋律」 - Kaikyū no senritsu                                       | 23 luglio 2009    | 9 settembre 2015  |
| 18 | Riguardo alla morte del servitore… 「とある従者の死について」 - To aru jūsha no shi ni tsuite | 30 luglio 2009    | 16 settembre 2015 |
| 19 | Un lago di lacrime 「涙の池」 - Namida no ike                                                 | 6 agosto 2009     | 23 settembre 2015 |
| 20 | Modulazione 「うつりゆく音」 - Utsuriyuku oto                                                 | 13 agosto 2009    | 30 settembre 2015 |
| 21 | Il bianco e il nero 「純白のくろ」 - Junpaku no kuro                                          | 27 agosto 2009    | 7 ottobre 2015    |
| 22 | Elaborazione della perdita 「失意の対価」 - Shitsui no taika                                  | 3 settembre 2009  | 14 ottobre 2015   |
| 23 | Un mondo che cigola 「軋む世界」 - Kishimu sekai                                              | 10 settembre 2009 | 21 ottobre 2015   |
| 24 | Inno alla misericordia 「憐れみの讃歌」 - Awaremi no sanka                                    | 17 settembre 2009 | 28 ottobre 2015   |
| 25 | Al di là del rifiuto 「否定の彼方へ」 - Hitei no kanata e                                     | 24 settembre 2009 | 4 novembre 2015   |

#### Colonna sonora
La sigla di apertura dell'anime, Parallel Hearts, è stata pubblicata come maxi singolo il 29 aprile 2009 sotto l'etichetta Victor Entertainment. Nel singolo della sigla di apertura delle FictionJunction sono inclusi i brani Parallel Hearts e Hitomi no chikara (ひとみのちから?), sia in versione cantata sia strumentale, insieme ai testi, alle composizioni e agli arrangiamenti di Yuki Kajiura. La prima sigla di chiusura è Maze, pubblicata il 3 giugno 2009 sotto l'etichetta Victor Entertainment, mentre la seconda è Watashi wo mitsukete dei Savage genius. Il primo album dell'anime, intitolato Pandora Hearts Original Soundtracks 1, è stato pubblicato l'8 luglio 2009 sempre sotto l'etichetta Victor Entertainment.

#### Differenze rispetto al manga
Nell'adattamento anime sono state apportate alcune modifiche alla trama:
| Manga   | Anime  | Modifiche |
| ------- | ------ | --- |
| Cap. 2  | Ep. 2  | Nel manga lo scontro fra Alice ed i Baskerville avviene unicamente all'interno dell'edificio, mentre nell'anime lo scontro prosegue anche all'esterno. |
| Cap. 4  | Ep. 4  | Nel manga il chain liberato dall'orologio da tasca assomiglia ad una marionetta, mentre nell'anime ha le sembianze di un riccio. I ricordi di Alice nel manga sono liberati da Oz che tocca da solo l'orologio, mentre nell'anime a toccarlo sono sia Oz che Alice.                     |
| Cap. 5  | Ep. 5  | Nell'anime la fioraia riacquista per alcuni istanti coscienza di sé, cosa che non accade nel manga. |
| Cap. 8  | Ep. 7  | Nel manga è Oz a sparare alla Volontà dell'Abisso che aveva assunto la forma di un coniglio bianco, mentre nell'anime è Gilbert a farlo. |
| Cap. 12 | Ep. 10 | Nell'anime il cadavere del padre di Phillipe viene trascinato nell'Abisso assieme al suo chain, mentre nel manga la scena non esiste e Vincent dice che spetterà a lui fare pulizia sul luogo dell'incidente.                                                                           |
| Cap. 25 | Ep. 18 | Nell'anime Lotti rapisce sia Oz che Ada, mentre nel manga Oz solo la segue di sua spontanea volontà. Nell'anime Ada viene avvelenata e portata in spalla da Eliot per tutto il tempo, nel manga sviene solamente e rimane fuori da tutte le vicende che accadono nel passaggio segreto. |

Inoltre gli ultimi tre episodi della serie animata rappresentano uno stacco praticamente netto dalla trama del manga, chiudendo l'anime con un finale piuttosto aperto.
In questi tre episodi, tuttavia, sono state notate incongruenze numerose con la trama originale; quali la morte del Jabberwock e la presunta scomparsa del duca Zai Vessalius.

### Altri media
Una guida dal titolo Pandora Hearts Official Guide 8.5 mine of mine è stata pubblicata il 27 marzo 2009. Il contenuto presenta una breve storia su Gilbert Nightray, una serie di illustrazioni e la romanizzazione ufficiale del cast di Pandora Hearts. In copertina vi sono Oz Vessalius e Gilbert Nightray insieme a un peluche di B-Rabbit. Una seconda guida, intitolata Pandora Hearts Official Guide 18.5 ~Evidence~, è stata pubblicata invece il 27 luglio 2012. Stavolta in copertina vi sono Oz e Alice.
Un drama-CD dal titolo Pandora Hearts drama-CD (PandoraHearts ドラマCD?) è stato pubblicato dalla Frontier Works il 21 dicembre 2007.

## Accoglienza
L'ottavo volume di Pandora Hearts si è classificato ventunesimo sui grafici di Tohan tra il 24 e il 30 marzo 2009 e diciannovesimo tra il 31 marzo e il 6 aprile 2009. Il nono volume ha raggiunto il primo posto tra il 27 luglio e il 2 agosto dello stesso anno.